# Усть-Китерма
Усть-Китерма — деревня в Крутинском районе Омской области, в составе Китерминского сельского поселения.

## История
Основана в 1576 году. В 1928 г. состояла из 103 хозяйства, основное население — русские. Центр Усть-Китерминского сельсовета Крутинского района Омского округа Сибирского края.

## Население
| 2010 |
| ---- |
| 129  |